# Жарко Турински
Жарко Турински Арса (Велики Бечкерек, 1913 — Велики Бечкерек, Банат, 3. јануар 1943) био је револуционар, антифашиста и учесник Народноослободилачке борбе.

## Биографија
Рођен је 1913. године у Великом Бечкереку, где се врло рано, захваљујући познатом револуционару и књижевнику Јовану Трајковићу, упознао са напредним идејама тог доба.
Члан Комунистичке партије Југославије (КПЈ) постао је 1936. године и од тада је био још активнији у политичкој делатности. У његовој кући и на салашу одржавају се састанци месних, окружних и покрајинских руководстава СКОЈ-а и КПЈ.
Од првих дана устанка приступио је Народноослободилачком покрету (НОП), а после хапшења Серво Михаља заменио га је на месту секретара Окружног комитета КПЈ за северни Банат.
Средином јуна 1941. године, у његовој кући у Петровграду, формиран је Штаба НОП одреда Војводине, а он је постављен за заменика команданта.
Године 1942. неуспешно је покушао атентат на тадашњег главног полицајца Баната Јураја Шпилера. Јануара 1943. откривено је његово илегално боравиште у кући Душана и Гордане Тапавички, у Улици царице Милице 1 у Великом Бечкереку. У рано јутро 3. јануара, полиција је опколила кућу. Увидевши да је опкољен, Жарко се упорно борио против бројнијег непријатеља. Током пуцњаве са полицијом успео је да лакше рани Јураја Шпилера, предстојника Команде јавне безбедности за Банат, Франца Рајта перфекта полиције у Великом Бечкереку и полицијског агента Георга Стандхафта. На крају, да не би пао непријатељу у руке, извршио је самоубиство.
Власници куће у којој се Жарко крио су одмах стрељани, а његова жена Бисерка, која је била ухапшена почетком јануара 1943, непосредно пре његовог убиства, била је злостављана у затвору.